# تفاعل ألدول موكاياما
تفاعل ألدول موكاياما هو تفاعل عضوي ونوع من أنواع تفاعلات الألدول بين إيثر سيليلي إينولي وألدهيد أو الفورمات. هذا التفاعل هو تفاعل اسمي، وينسب إلى مكتشفه تيرواكي موكاياما Teruaki Mukaiyama، الذي أعلن عنه سنة 1973.

## المخطط العام للتفاعل
إن تفاعل ألدول موكاياما هو تفاعل إضافة محفز بواسطة حمض لويس، يضاف فيه سيلانات الإينول إلى مجموعة كربونيل؛ حيث يستحصل فيه غالباً على مصاوغات مرآتية (إنانتيوميرات) في مزيج راسيمي:
في حال استخدام مصاوغات E–Z ضمن المواد البادئة في التفاعل يستحصل في النهاية حينها على أربع مصاوغات ناتجة ضمن مزيجين راسميين.